# Taeniochromis
Taeniochromis is een monotypisch geslacht van straalvinnige vissen uit de familie van de cichliden (Cichlidae).

## Soort
- Taeniochromis holotaenia (Regan, 1922)